# Obalufon Alayemore
Obalufon Alayemore (en yoruba : Ọbalùfọ̀n Aláyémọrẹ), également appelé Ọbalùfọ̀n II ou simplement Alayemore, est le troisième Ooni d'Ife, un dirigeant traditionnel suprême de l'Empire d'Ife. Il succède à son père Obalufon Ogbogbodirin.
Obalufon Alayemore a été chassé du pouvoir par Ooni Ọranyan et est revenu plus tard avec l'aide des résidents locaux pour récupérer le trône.

## Règne
Dans l'historiographie, Ọbalùfọ̀n II est connu pour ses campagnes militaires vigoureuses et sa diplomatie politique visant à restaurer l'influence et le contrôle d'Ifè sur les réseaux commerciaux dans la région du nord. Ọbalùfọ̀n II a relancé les politiques expansionnistes initiées par ses prédécesseurs aux XIIe et XIIIe siècles, qui avaient auparavant étendu l'Empire d'Ifè pour inclure Owu, Owo, Edo, ainsi que des parties importantes des territoires Ekiti et Igbomina (ca), tous relevant de la sphère d'influence d'Ife.
Ọbalùfọ̀n II a réussi à reconquérir les territoires perdus et à établir de nouvelles colonies d'Ifè. Ses réalisations ont été attribuées aux frontaliers, qui étaient avant tout des chasseurs, des guerriers et des ferronniers plutôt que des nobles.
Sous le règne d'Ọbalùfọ̀n II, Ifè contrôlait un vaste réseau de villes et de villages le long des routes commerciales reliant le centre du Yorùbáland au fleuve Niger. Par exemple, une série d'établissements partageant des similitudes dans la culture matérielle avec Ifè, en particulier en termes de styles de céramique et de matériaux architecturaux tels que des pavés en tessons de poterie et des carreaux muraux, ont été découverts s'étendant d'Ifè à travers Osun, Igbomina et Ekiti. Ces colonies ont été développées ou renforcées pour sécuriser l'accès d'Ifè au fleuve Niger.

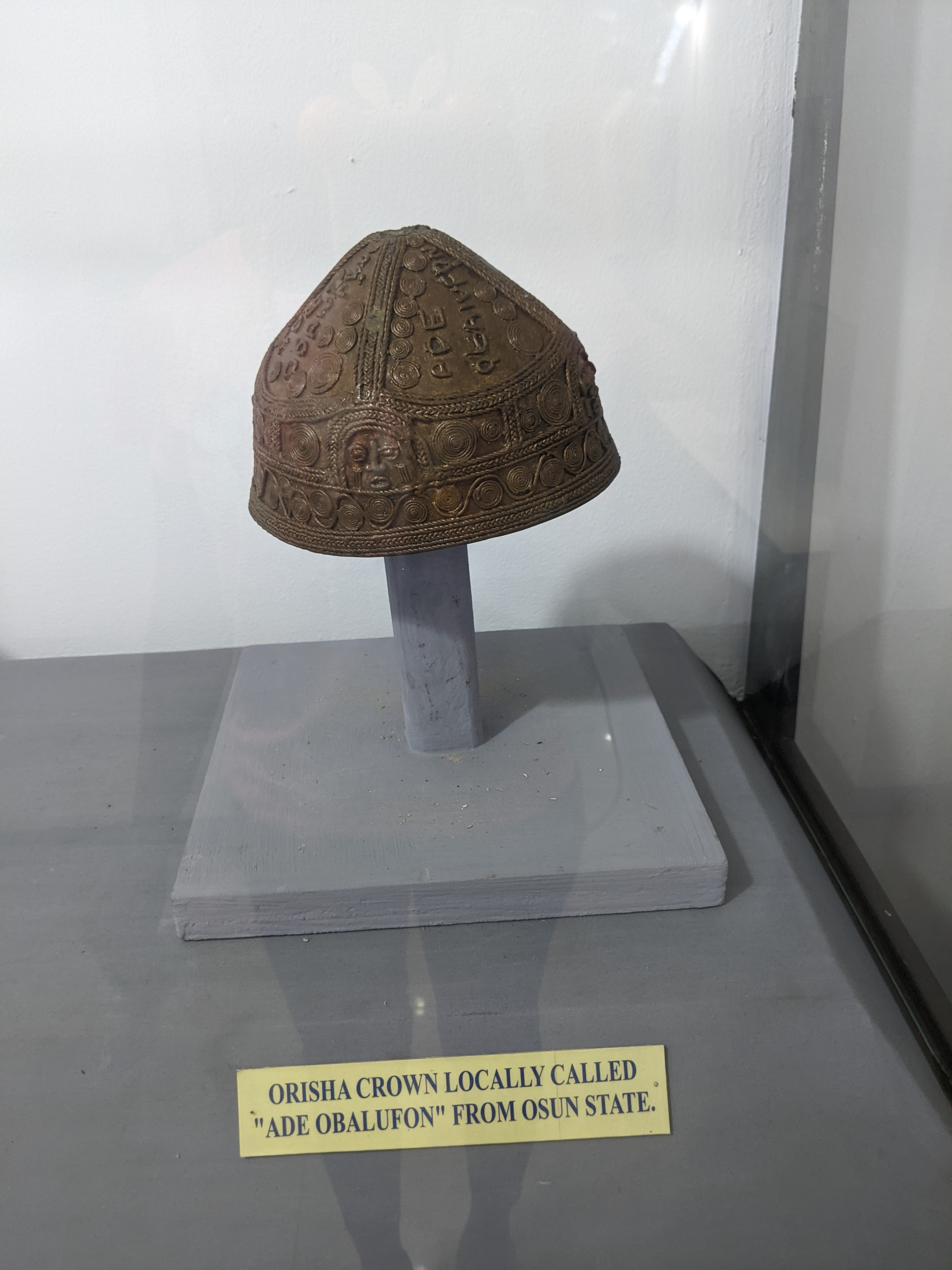
Une couronne fabriquée localement appelée Ade Obalufon, dans l'État d'Osun.

Ifè a atteint le zénith de son ère classique sous le règne d'Ọbalùfọ̀n II, marqué par une paix et une prospérité généralisées dans toute la région. Son nom est devenu synonyme de richesse, d’innovation, de sécurité et de stabilité. Il est à noter que la production de masse de perles de verre et l'importation d'alliages de cuivre à Ifè ont augmenté pendant son règne, et il est largement reconnu dans les traditions orales pour avoir commandé des œuvres en laiton des ancêtres royaux. De nombreux fondeurs de laiton d'Ifè, qui ont répandu leur artisanat dans diverses parties du monde yoruba, l'ont probablement fait pendant son règne, comme le suggèrent les traditions orales d'Ifè, d'Ijebu-Ode et du royaume du Bénin. Par conséquent, Ọbalùfọ̀n II est vénéré dans de nombreuses régions du monde yoruba, y compris au Bénin, comme la divinité protectrice de l'artisanat des alliages de cuivre.
Il est désormais identifié non seulement comme la divinité protectrice des arts de la fonte du cuivre et des arts du textiles, mais aussi comme la divinité de la bonne gouvernance et le fondateur d'Ogboni, l'association identifiée à la fois à la sélection des dirigeants et au maintien de routes sûres pour le commerce. L'une des œuvres d'art les plus célèbres auxquelles il est associé en tant que mécène est le masque en cuivre pur connu sous le nom de masque Ọbalùfọ̀n. Il a longtemps été conservé dans le palais, dans la salle associée aux couronnements, et on pense qu'il a joué un rôle dans ces rites. Il fut aussi le premier dirigeant d'Ifè à utiliser une couronne comme symbole d'autorité.

## Mort
Ọbalùfọ̀n II est probablement mort d'une maladie infectieuse qui a ravagé la ville au cours des dernières années de son règne. Cette infection était probablement la variole, une épidémie récurrente à Ifè. Il est considéré comme le dernier grand roi d'Ifè.